# Theodor Arldt

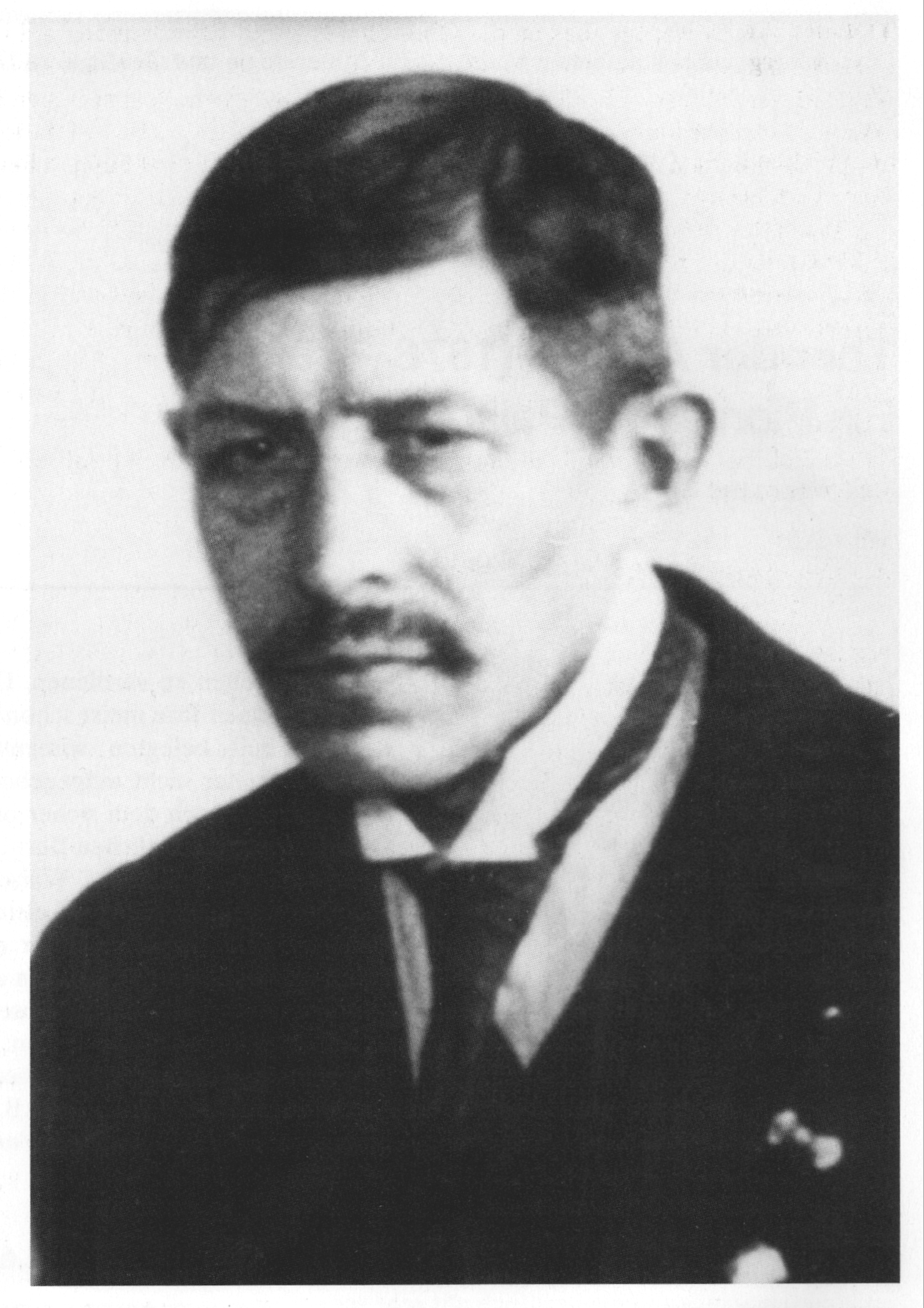
Theodor Arldt, 1927

Theodor Arldt, född 1878, död 1960, var en tysk geograf, biogeograf och paleogeograf.
Arldt var professor vid realgymnasiet i Radeberg, Sachsen, och utvecklade en betydande författarverksamhet på geologins område, särskilt paleo- och biogeografin, ävensom antropologisk och politisk geografi.